# 卧龙镇 (庄浪县)
卧龙镇，是中华人民共和国甘肃省平凉市庄浪县下辖的一个乡镇级行政单位。
2015年，甘肃省民政厅批复同意撤销卧龙乡，设立卧龙镇。

## 行政区划
卧龙镇下辖以下地区：
大庄村、魏山村、双河镇村、魏家村、庙湾村、下杨村、孙河村、何家村、石山村、苏山村、张山村、棉沟村、马湾村、山集村、马沟村、山赵村、张余村、阴李村、后梁村、杨魏村、仇沟村、刘罗村、仇梁村和郝家村。